# Ectopleura media
Ectopleura media is een hydroïdpoliep uit de familie Tubulariidae. De poliep komt uit het geslacht Ectopleura. Ectopleura media werd in 1948 voor het eerst wetenschappelijk beschreven door Fraser. 